# Teatro Municipal Heitor Villa Lobos
O Teatro Municipal Heitor Villa Lobos é um bem tombado localizado no município de Nova Xavantina, no Mato Grosso. Sendo que, esse é um dos poucos teatros municipais localizados em cidades do inteior do estado.
Sua localização exata é Avenida Mestre Venâncio de Oliveira, s/n, Centro.